# Obolno
Obolno este o localitate din comuna Ivančna Gorica, Slovenia, cu o populație de 8 locuitori.